# Tcheyi
Tcheyi est l'une des localités de la chefferie des Lendu-Sud (aussi appelés Walendu Bindi ou Indru en langue ki-ngiti), qui se trouve au sud de Bunia, dans le territoire d'Irumu (district de l'Ituri, Province orientale, nord-est de la République démocratique du Congo).

## Guerre entre FRPI et FARDC dans la chefferie des Walendu Bindi
En 2006, lorsque la localité qui servait de base arrière à la Force de résistance patriotique de l'Ituri (FRPI) a été reprise par l'armée congolaise, la totalité de la population a dû fuir Tcheyi. 8 000 à 10 000 personnes se sont réfugiées de Tcheyi à Aveba, un village à une douzaine de km au sud.